# Manteomasiphya brasiliensis
Manteomasiphya brasiliensis là một loài ruồi trong họ Tachinidae.